# Robert Bergmann (Architekt)
 Karl Robert Adolf Bergmann (* 10. Dezember 1841 in Sankt Andreasberg im Harz; † 28. September 1912 in Hildesheim) war ein deutscher Architekt und preußischer Baubeamter.

## Leben
Robert Bergmann war der älteste Sohn und eines von vier Kindern des in St. Andreasberg tätigen Kaufmannes (Carl August) Wilhelm Bergmann (1804–1895) und dessen Ehefrau Mathilde Charlotte Bergmann geb. Reinecke (1812–1883), der Tochter eines Gutsbesitzers auf Bischdorf bei Halle (Saale).
Nach seinem Schulabschluss am Gymnasium Clausthal studierte er von 1861 bis 1866 an der Polytechnischen Schule Hannover, wo er unter anderem die Vorlesungen von Conrad Wilhelm Hase hörte.
Nach seiner Bauführerprüfung (dem ersten Staatsexamen im Baufach) 1868 war er zeitweilig als Regierungsbauführer (Referendar, im Vorbereitungsdienst)  tätig, bevor er 1873 seine Baumeisterprüfung (das zweite Staatsexamen im Baufach) ablegte. Später arbeitete er in Berlin als Bauinspektor im Technischen Büro der Bauabteilung des preußischen Ministeriums der öffentlichen Arbeiten.
Bergmann heiratete eine seiner Kusinen, Pauline Reinecke aus Bischdorf. In zweiter Ehe war er verheiratet mit Margarethe verwitwete Hildebrandt, „Tochter des Hofapothekers Brande in Hannover“. Beide Ehen Bergmanns blieben kinderlos.
Ab 1885 wirkte Bergmann als Kreisbauinspektor in Hannover, trat im selben Jahr dem Architekten- und Ingenieur-Verein Hannover bei und leitete als Vorstand die Kreisbauinspektion Hannover II. 1890 wurde er zum Baurat ernannt und 1895 zur Bezirksregierung Hannover versetzt. Nach seiner Tätigkeit als Regierungs- und Baurat wurde Bergmann 1904 der Titel eines Geheimen Baurats verliehen. Er trug damals den preußischen Roten Adlerorden IV. Klasse und wohnte im Haus Scharnhorststraße 19 in Hannover.
Bergmann verließ den Staatsdienst auf eigenen Wunsch und siedelte am 30. November 1907 nach Hildesheim über, wo er „in seinem hübsch gelegenen Landhaus an der Innerste (Am Weinberg 60)“ mehrfach von seinem Verwandten Friedrich Conze Besuch erhielt. Robert Bergmann starb in Hildesheim im 71. Lebensjahr.

## Bauten
in Hannover:
- 1887–1890: Kaiserin-Auguste-Viktoria-Schule, die spätere Helene-Lange-Schule, Falkenstraße 19 (in Zusammenarbeit mit Regierungsbaumeister Rudolf Schulze)[1]
- 1892: Eigenes Wohnhaus Scharnhorststraße 19 (spätere Eigentümerin war seine Ehefrau Margarete Bergmann geborene Brande; nicht erhalten)[1]
- 1894–1895: Erweiterungsbau der Technischen Hochschule Hannover, Welfengarten 1, genutzt als Elektrotechnisches Institut (teilweise erhalten)
Nachdem das Ministerium der öffentlichen Arbeiten in Berlin Skizzen für den Entwurf geliefert hatte, oblag Bergmann gemeinsam mit dem ebenfalls in Hannover tätigen Regierungsbaumeister Oskar Suffert die weitere Bearbeitung der Entwürfe. Die Bauleitung übernahmen Kreisbauinspektor Richard Niemann und Regierungsbaumeister Wilhelm Freytag.[1] So entstand schließlich als Verlängerung des westlichen Flügels des ehemaligen Welfenschlosses ein insbesondere zur Gartenfront am Welfengarten ausgerichteter Anbau, der sich in seiner Formensprache dem Vorgängerbau von Hermann Hunaeus anglich.[4]